# Фрауло, Густав
Густав Леон Фрауло (дат. Gustav Leone Fraulo; род. 23 апреля 2005, Оденсе) — датский футболист, вингер клуба «Люнгбю».

## Клубная карьера
Фрауло — воспитанник клубов ОКС, «Мидтьюлланн», «Мафра» и «Люнгбю». 3 марта 2024 года в матче против «Видовре» он дебютировал в датской Суперлиге в составе последних. В том же году Густав на правах аренды перешёл в «Роскилле». 13 сентября в матче против «Видвовре» он дебютировал в Первой лиге Дании. По окончании аренды игрок вернулся в «Люнгбю».

## Международная карьера
В 2022 году в составе юношеской сборной Дании Фрауло принял участие в юношеском чемпионате Европы в Израиле. На турнире он сыграл в матчах против сборных Шотландии, Португалии и Сербии.